# Fontenay-Mauvoisin
 Fontenay-Mauvoisin  es una población y comuna francesa, en la región de Isla de Francia, departamento de Yvelines, en el distrito de Mantes-la-Jolie y cantón de Bonnières-sur-Seine.

## Demografía
| 151 | 136 | 167 | 198 | 260 | 302 |
| Para los censos de 1962 a 1999 la población legal corresponde a la población sin duplicidades (Fuente: INSEE [Consultar]) |     |     |     |     |     |